# Lodewijk Rudolf van Brunswijk-Wolfenbüttel
Lodewijk Rudolf van Brunswijk-Wolfenbüttel (Wolfenbüttel, 22 juli 1671 — Brunswijk, 1 maart 1735) was van 1690 tot 1707 graaf en van 1707 tot 1731 vorst van Blankenburg en van 1731 tot aan zijn dood hertog van Brunswijk-Wolfenbüttel. Hij behoorde tot het Nieuwere Huis Brunswijk.

## Levensloop
Lodewijk Rudolf was de jongste zoon van hertog Anton Ulrich van Brunswijk-Wolfenbüttel uit diens huwelijk met Elisabeth Juliana, dochter van hertog Frederik van Sleeswijk-Holstein-Sonderburg-Norburg. Omdat hij als jongste zoon uitgesloten was van troonsopvolging, kon hij zijn interesse voor wetenschappelijke studies verder volgen. Naast wetenschappen had hij ook een grote interesse in oorlogsvoering. In 1690 trad hij reeds op negentienjarige leeftijd in de militaire dienst van keizer Leopold I, als generaal-majoor in het Keizerlijk Leger. Hetzelfde jaar werd hij tijdens de Slag bij Fleurus gevangengenomen door de troepen van koning Lodewijk XIV van Frankrijk. Wegens zijn afkomst kon hij al snel terugkeren naar huis.
Na zijn terugkeer in Brunswijk-Wolfenbüttel kreeg hij als gevolg van een familieverdrag de regering over het graafschap Blankenburg toegewezen. In 1707 werd Blankenburg tot een vorstendom verheven. Zijn status als rijksvorst was echter niet erfelijk en voor zijn stemrecht in de Rijksdag was hij afhankelijk van het keurvorstendom Brunswijk-Lüneburg.
Na zijn militaire loopbaan stichtte hij een dure en glansrijke hofhouding. In 1731 overleed zijn kinderloze broer August Willem. Lodewijk Rudolf erfde vervolgens het hertogdom Brunswijk-Wolfenbüttel en het vorstendom Blankenburg werd terug in dit hertogdom opgenomen. Hij moest echter al snel vaststellen dat hij een erg corrupt land met hoge schulden had geërfd. Lodewijk Rudolf ontsloeg de ministers die daarvoor verantwoordelijk waren en concentreerde zich op de sanering van de staatsfinanciën. Door het voeren van een omzichtig beleid en het inperken van zijn hofhouding kon Lodewijk Rudolf de staatskas weer langzaam opvullen. Zijn regeerperiode was echter van korte duur; hij overleed in maart 1731 op 59-jarige leeftijd en was net geen vier jaar aan de macht. Zijn schoonzoon Ferdinand Albrecht II van Brunswijk-Bevern erfde zijn gebieden.

## Huwelijk en nakomelingen
Op 22 april 1690 huwde hij met Christina Louise (1671-1747), dochter van graaf Albrecht Ernst I van Oettingen-Oettingen. Ze kregen vier dochters:
- Elisabeth Christine (1691-1750), huwde in 1708 met keizer Karel VI
- Charlotte Augusta (1692-1692)
- Charlotte Christine Sophie (1694-1715), huwde in 1711 met tsarevitsj Aleksej Petrovitsj van Rusland
- Antoinette Amalia (1696-1762), huwde in 1712 met hertog Ferdinand Albrecht II van Brunswijk-Bevern

## Voorouders
| Voorouders van Lodewijk Rudolf van Brunswijk-Wolfenbüttel (1671-1735) | Voorouders van Lodewijk Rudolf van Brunswijk-Wolfenbüttel (1671-1735)                                                         | Voorouders van Lodewijk Rudolf van Brunswijk-Wolfenbüttel (1671-1735)                                                         | Voorouders van Lodewijk Rudolf van Brunswijk-Wolfenbüttel (1671-1735)                                                         | Voorouders van Lodewijk Rudolf van Brunswijk-Wolfenbüttel (1671-1735)                                                         | Voorouders van Lodewijk Rudolf van Brunswijk-Wolfenbüttel (1671-1735)                                                         | Voorouders van Lodewijk Rudolf van Brunswijk-Wolfenbüttel (1671-1735)                                                         | Voorouders van Lodewijk Rudolf van Brunswijk-Wolfenbüttel (1671-1735)                                                         | Voorouders van Lodewijk Rudolf van Brunswijk-Wolfenbüttel (1671-1735)                                                         |
| --------------------------------------------------------------------- | --- | --- | --- | --- | --- | --- | --- | --- |
| Overgrootouders                                                       | Hendrik van Brunswijk-Dannenberg (1533-1598) ∞ Ursula van Saksen-Lauenburg (1545-1620)                                        | Hendrik van Brunswijk-Dannenberg (1533-1598) ∞ Ursula van Saksen-Lauenburg (1545-1620)                                        | Rudolf van Anhalt-Zerbst (1576-1621) ∞ Dorothea Hedwig von Braunschweig-Wolfenbüttel (1587-1609)                              | Rudolf van Anhalt-Zerbst (1576-1621) ∞ Dorothea Hedwig von Braunschweig-Wolfenbüttel (1587-1609)                              | Johan van Sleeswijk-Holstein-Sonderburg (1545-1622) ∞ Elisabeth van Brunswijk-Grubenhagen (1550-1586)                         | Johan van Sleeswijk-Holstein-Sonderburg (1545-1622) ∞ Elisabeth van Brunswijk-Grubenhagen (1550-1586)                         | Rudolf van Anhalt-Zerbst (1576-1621) ∞ Dorothea Hedwig von Braunschweig-Wolfenbüttel (1587-1609)                              | Rudolf van Anhalt-Zerbst (1576-1621) ∞ Dorothea Hedwig von Braunschweig-Wolfenbüttel (1587-1609)                              |
| Grootouders                                                           | August van Brunswijk-Wolfenbüttel (1579-1666) ∞ Sophia Dorothea van Anhalt-Zerbst (1607-1643)                                 | August van Brunswijk-Wolfenbüttel (1579-1666) ∞ Sophia Dorothea van Anhalt-Zerbst (1607-1643)                                 | August van Brunswijk-Wolfenbüttel (1579-1666) ∞ Sophia Dorothea van Anhalt-Zerbst (1607-1643)                                 | August van Brunswijk-Wolfenbüttel (1579-1666) ∞ Sophia Dorothea van Anhalt-Zerbst (1607-1643)                                 | Frederik van Sleeswijk-Holstein-Sønderborg-Nordborg (1581-1658) (2)∞ 1632 Eleonore von Anhalt-Zerbst (1608-1681)              | Frederik van Sleeswijk-Holstein-Sønderborg-Nordborg (1581-1658) (2)∞ 1632 Eleonore von Anhalt-Zerbst (1608-1681)              | Frederik van Sleeswijk-Holstein-Sønderborg-Nordborg (1581-1658) (2)∞ 1632 Eleonore von Anhalt-Zerbst (1608-1681)              | Frederik van Sleeswijk-Holstein-Sønderborg-Nordborg (1581-1658) (2)∞ 1632 Eleonore von Anhalt-Zerbst (1608-1681)              |
| Ouders                                                                | Anton Ulrich van Brunswijk-Wolfenbüttel (1633-1714) ∞ Elisabeth Juliana van Sleeswijk-Holstein-Sonderburg-Norburg (1633-1704) | Anton Ulrich van Brunswijk-Wolfenbüttel (1633-1714) ∞ Elisabeth Juliana van Sleeswijk-Holstein-Sonderburg-Norburg (1633-1704) | Anton Ulrich van Brunswijk-Wolfenbüttel (1633-1714) ∞ Elisabeth Juliana van Sleeswijk-Holstein-Sonderburg-Norburg (1633-1704) | Anton Ulrich van Brunswijk-Wolfenbüttel (1633-1714) ∞ Elisabeth Juliana van Sleeswijk-Holstein-Sonderburg-Norburg (1633-1704) | Anton Ulrich van Brunswijk-Wolfenbüttel (1633-1714) ∞ Elisabeth Juliana van Sleeswijk-Holstein-Sonderburg-Norburg (1633-1704) | Anton Ulrich van Brunswijk-Wolfenbüttel (1633-1714) ∞ Elisabeth Juliana van Sleeswijk-Holstein-Sonderburg-Norburg (1633-1704) | Anton Ulrich van Brunswijk-Wolfenbüttel (1633-1714) ∞ Elisabeth Juliana van Sleeswijk-Holstein-Sonderburg-Norburg (1633-1704) | Anton Ulrich van Brunswijk-Wolfenbüttel (1633-1714) ∞ Elisabeth Juliana van Sleeswijk-Holstein-Sonderburg-Norburg (1633-1704) |